# Marcel van Eeden

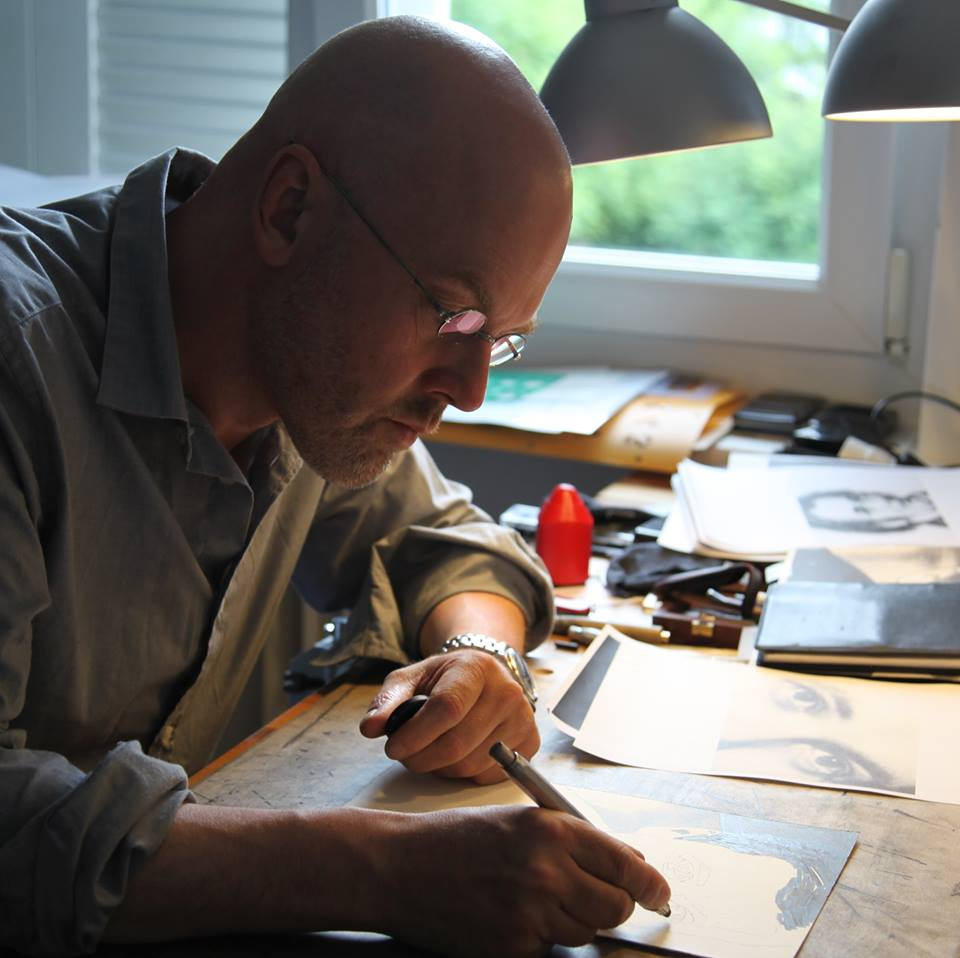
Marcel van Eeden

Marcel van Eeden (* 22. November 1965, in Den Haag, Niederlande) ist ein niederländischer Zeichner und Maler.

## Leben
Von 1989 bis 1993 studierte Marcel van Eeden Malerei an der Koninklijke Academie van Beeldende Kunsten in Den Haag. Der Künstler lebt und arbeitet in Zürich und Den Haag. Charakteristisch für die Arbeiten van Eedens ist der an den Film noir erinnernde Eindruck seiner Bilder, der durch fast fotorealistische Darstellungen und die Verwendung von Schwarz-Weiß-Kontrasten bedingt ist. Einem größeren Publikum wurde er durch seinen Beitrag zur Berlin Biennale 2006 bekannt. Er ist seit 2014 Professor für Malerei an der Staatlichen Akademie der Bildenden Künste Karlsruhe und seit 2021 Rektor dieser Hochschule.

## Werk
Marcel van Eeden ist vor allem bekannt für seine Zeichnungen, bei denen er hauptsächlich mit Kohlestiften arbeitet. Gelegentlich verwendet er auch Farbstifte oder Aquarellfarbe. Die Zeichnungen haben meistens das Format 19 × 28 cm. Täglich entsteht eine Zeichnung, die er von 2001 bis 2007 auch in seinem Blog veröffentlichte. 2007 beendete er seinen Blog und wandte sich erstmals wieder seit seinem Studium der Malerei zu, zugleich zeichnet er auch weiterhin.
Sowohl in der Malerei als auch in den Zeichnungen verwendet er verschiedenste Vorlagen, die jedoch alle aus den Jahren vor seiner Geburt, also vor 1965, datieren. Dieses Projekt nennt van Eeden „Enzyklopädie meines Todes“. Die Vorlagen sind unter anderem Fotos, Ausstellungskataloge, Ausschnitte aus Zeitungen, Magazinen und Illustrierten oder Stoffmuster. Viele Arbeiten zeigen nächtliche Stadtansichten, Brände, abstrakte Formen und Muster sowie kürzere, mit Schablonen übertragene Texte. Durch die Fokussierung van Eedens auf die faktisch unendlich große Zeitspanne vor seiner Geburt, nimmt er seine eigene Existenz als einen marginalen Teil des Zeitstromes wahr und streicht so die Endlichkeit seines eigenen Daseins heraus.
Auch in der Art, wie van Eeden seine Bilder aufbaut, unterscheidet er nicht zwischen Malerei und Zeichnung, in beiden Techniken verfolgt er einen malerischen Ansatz, da er die Bilder über die Grautöne aufbaut, weniger über die Linie. Dabei vergleicht er seine Arbeitsweise mit der von Edgar Degas’ Pastellkreidezeichnungen.
2004/2005 begann van Eeden Zeichnungen zu Serien unterschiedlicher Größe zusammenzufassen. Dies realisierte er durch Texte unter anderem aus Robert Walsers „Spaziergang“, die sich über mehrere Zeichnungen erstreckten oder durch immer wieder auftauchende Figuren. Der erste große Block, der auf diese Weise entstand, war die 150-teilige Serie „K. M. Wiegand. Life and Work“, 2006. K. M. Wiegand ist ein historisch verbürgter Botaniker, dessen Biografie in kurzen Textpassagen auf den Zeichnungen zitiert wurde. Durch die Kombination mit Bildern, die nicht zwangsläufig etwas mit der jeweiligen Textpassage zu tun haben, konstruierte van Eeden eine fiktive Biografie des Botanikers. Dieses Verfahren wendete er auch in späteren Serien wie „Celia“, 2004–2006 und „Der Archäologe. Die Reisen des Oswald Sollmann“, 2007 sowie „Der Tod des Matheus Boryna“, 2007 an. Die Protagonisten dieser Serien, K.M. Wiegand, Celia Copplestone, Oswald Sollmann und Matheus Boryna, führte er in der „Witness for the prosecution“ (2008) zusammen.

## Künstlerische Forschung
2023 wurde van Eeden der Hans-Thoma-Preis, der Staatspreis des Landes Baden-Württemberg verliehen. Anlässlich der damit verbundenen Ausstellung in Bernau im Schwarzwald, der Geburtsstadt Thomas, präsentierte van Eeden die Ausstellung „1898“, in der anhand der Reise des Malers Hans Thoma zur Rembrandt-Ausstellung in Amsterdam anhand von Literaturzitaten und Zitaten aus private Briefen Thomas hergeleitet wird, dass dieser Künstler eine völkisch-nationalistische Gesinnung gehabt habe und er sogar Antisemit gewesen sei. Dagegen gab es einzelnen Widerspruch, welcher aus Sicht der Staatlichen Kunsthalle Karlsruhe „massive Verletzungen von Standards des guten wissenschaftlichen Arbeitens“ aufwies, weswegen eine erneute Stellungnahme veröffentlicht wurde.
Eine ausführliche Besprechung des Künstlerbuches 1898 durch den Kunsthistoriker und Kurator Andreas Strobl kommt dagegen zum Schluss „Van Eedens Vorbehalte gegen Thoma seien ihm unbenommen und stehen für eine kritische Einstellung gegenüber historischen Zusammenhängen. Dass er jedoch aus diesem Impuls heraus das Bild eines womöglich durch und durch antisemitischen Künstlers suggestiv konstruiert und dies als ‚Forschungsergebnis‘ präsentiert sehen möchte, wird weder einer kritischen Auseinandersetzung mit dem Lebenswerk Hans Thomas noch mit dem Antisemitismus in Thomas Zeit gerecht. Forschung, so betrieben, wird zur Agitation.“

## Einzelausstellungen (Auswahl)
- 2024: Kunst Museum Winterthur – Beim Stadthaus
- 2019: Marcel van Eeden. Das Karlsruher Skizzenbuch, Kunsthalle Karlsruhe
- 2014: Dizengoff's commission. The lobby, the room, Tel Aviv Museum of Art
- 2011: Mathildenhoehe Darmstadt
- 2010: Marcel van Eeden Schritte ins Reich der Kunst, Haus am Waldsee, Berlin
- 2010: The Sollmann Collection, Bâloise Kunstforum, Basel
- 2009: The Zurich Trial. Part 1: Witness for the Prosecution, Hamburger Kunsthalle
- 2008: Heidelberger Kunstverein
- 2008: Centraal Museum Utrecht, Niederlande
- 2008: The Archaeologist – The Travels of Oswald Sollmann, Centro de Arte Contemporáneo de Caja de Burgos, Spanien
- 2007: Marcel van Eeden. Der Archäologe, Zeichnungszyklen, Kunsthalle Tübingen
- 2006: Celia, Kunstverein Hannover
- 2006: Museum Dhondt Dhaenens, Deurle, Belgium
- 2004: Museum Franz Gertsch, Burgdorf, Schweiz

## Gruppenausstellungen (Auswahl)
- 2010: LINIE LINE LINEA, Zeichnung der Gegenwart, Kunstmuseum Bonn
- 2009: Zeigen. Eine Audiotour durch Berlin von Karin Sander, Temporäre Kunsthalle Berlin
- 2009: Gestern oder im 2. Stock. Karl Valentin, Kunst und Komik seit 1948, Stadtmuseum München
- 2009: Grenzgänge. Junge Künstler auf der Suche nach der Moderne im 21. Jahrhundert, Kunstmuseum Wolfsburg
- 2009: Die Unsichtbare Hand, Städtische Galerie Delmenhorst
- 2009: Compass in Hand: Selections from The Judith Rothschild Foundation Contemporary Drawings Collection, Museum of Modern Art, New York, USA
- 2008: Lügen.nirgends – Zwischen Fiktion, Dokumentation und Wirklichkeit, Ausstellungshalle zeitgenössische Kunst Münster
- 2008: Of this tale, I cannot guarantee a single word, Royal College of Art, London
- 2008: Into Drawing – Zeitgenössische Niederländische Zeichnungen, Stiftung Museum Schloss Moyland, Bedberg-Hau
- 2007: Eyes Wide Open – New to the Stedelijk Museum & The Monique Zajfen Collection, Stedelijk Museum, Amsterdam
- 2007: Made in Germany, Kestnergesellschaft, Hannover
- 2007: Against Time, Bonniers Konsthall, Stockholm
- 2006: Anstoß Berlin – Kunst macht Welt, Haus am Waldsee, Berlin
- 2006: K. M. Wiegand. Life and Work. 4. Berlin Biennale für zeitgenössische Kunst, Berlin
- 2005: Gesehene Worte, Kunsthaus Langenthal, Schweiz
- 2005: Into Drawing, Contemporary Dutch Drawings, Limerick City Gallery of Art, Limerick, Irland
- 2004: Zeichnung vernetzt, Städtische Galerie Delmenhorst